# Sindrome della guaina del muscolo obliquo superiore di Brown
Per  Sindrome della guaina del muscolo obliquo superiore di Brown  in campo medico, si intende una forma di paralisi miogena, una forma di strabismo. 

## Manifestazioni
Tale sindrome è caratterizzata dall'impossibilità dell'individuo di ruotare l'occhio in questione sia verso l'interno che verso l'alto. 

## Eziologia
La causa è una malformazione della guaina che non permette la giusta elevazione in adduzione del bulbo oculare.

## Terapia
Il trattamento è chirurgico, in alcune forme più lieve è possibile una guarigione spontanea. Altri trattamenti come l'uso della tossina botulinica viene per lo più usata nei bambini ad uso precauzionale.